# 索爾戈哈奇亞 (阿肯色州)
索爾戈哈奇亞（英語：Solgohachia）是位於美國阿肯色州康韋縣的一個非建制地區。該地的面積和人口皆未知。

## 地理
索爾戈哈奇亞的座標為35°15′22″N 92°40′35″W / 35.25611°N 92.67639°W，而該地的平均海拔高度為130米（即427英尺）。